# (1093) Freda
(1093) Freda est un astéroïde de la ceinture principale découvert par Benjamin Jekhowsky à Alger le 15 juin 1925. Il est nommé d'après Fred Prévost.